# Jordan River (Dominica)
Der Jordan River ist ein sehr kurzer Fluss im Parish Saint Joseph von Dominica.

## Geographie
Der Jordan River entspringt im Siedlungsgebiet von St. Joseph, noch unterhalb der Küstenstraße, verläuft nach Westen und mündet nach wenigen hundert Metern in den  St. Joseph River, kurz bevor dieser selbst ins Karibische Meer mündet. Auf seinem Weg passiert er die katholische Kirche St. Joseph.